# Stazione di Noli
La stazione di Noli è stata una stazione ferroviaria posta su un ramo dismesso della ferrovia Genova-Ventimiglia. Serviva il comune omonimo in provincia di Savona.

## Storia
La stazione venne inaugurata nel 1872 in concomitanza del tratto Savona-Ventimiglia della ferrovia Genova-Ventimiglia.
Venne dismessa il 12 maggio 1977 a causa della soppressione del tratto da Vado Ligure Zona Industriale a Finale Ligure Marina.

## Strutture e impianti
La stazione era composta da un fabbricato viaggiatori e da tre binari serviti da due banchine collegate tramite dei sovrappassi. Vi era anche uno scalo merci composto da un piano caricatore, un magazzino e due binari tronchi di accesso.
Inizialmente vi era un altro fabbricato viaggiatori, molto più piccolo ed in legno. Esso fu poi smantellato negli anni '30-'40 con un edificio in muratura, ultimo della stazione.
Dopo la sua soppressione il fabbricato passeggeri venne demolito e più tardi anche il fabbricato merci. Al suo posto vi è un parcheggio ed un'area pedonale urbana.

## Galleria d'immagini

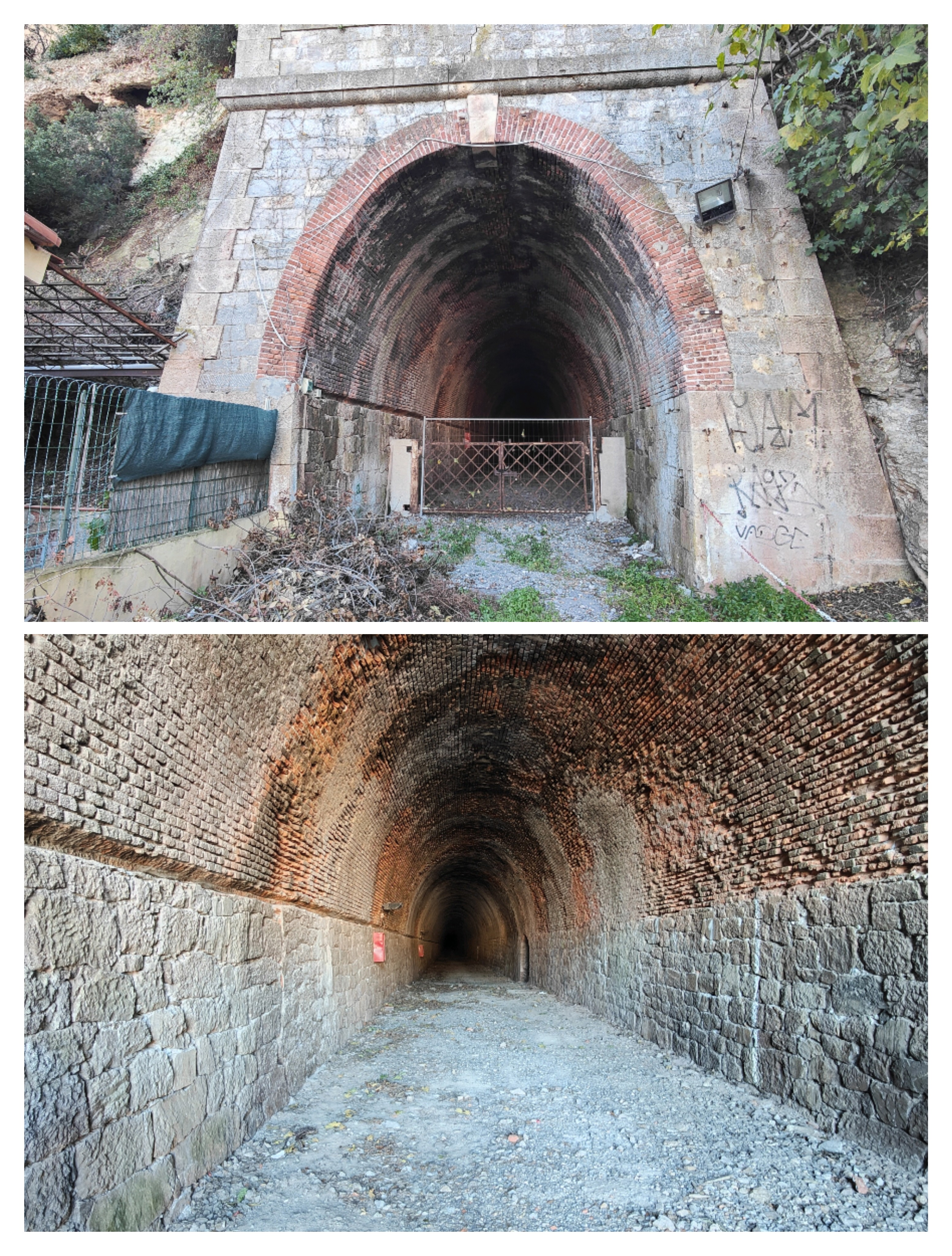
La galleria vs. il Malpasso e suo interno (1009 mt.)
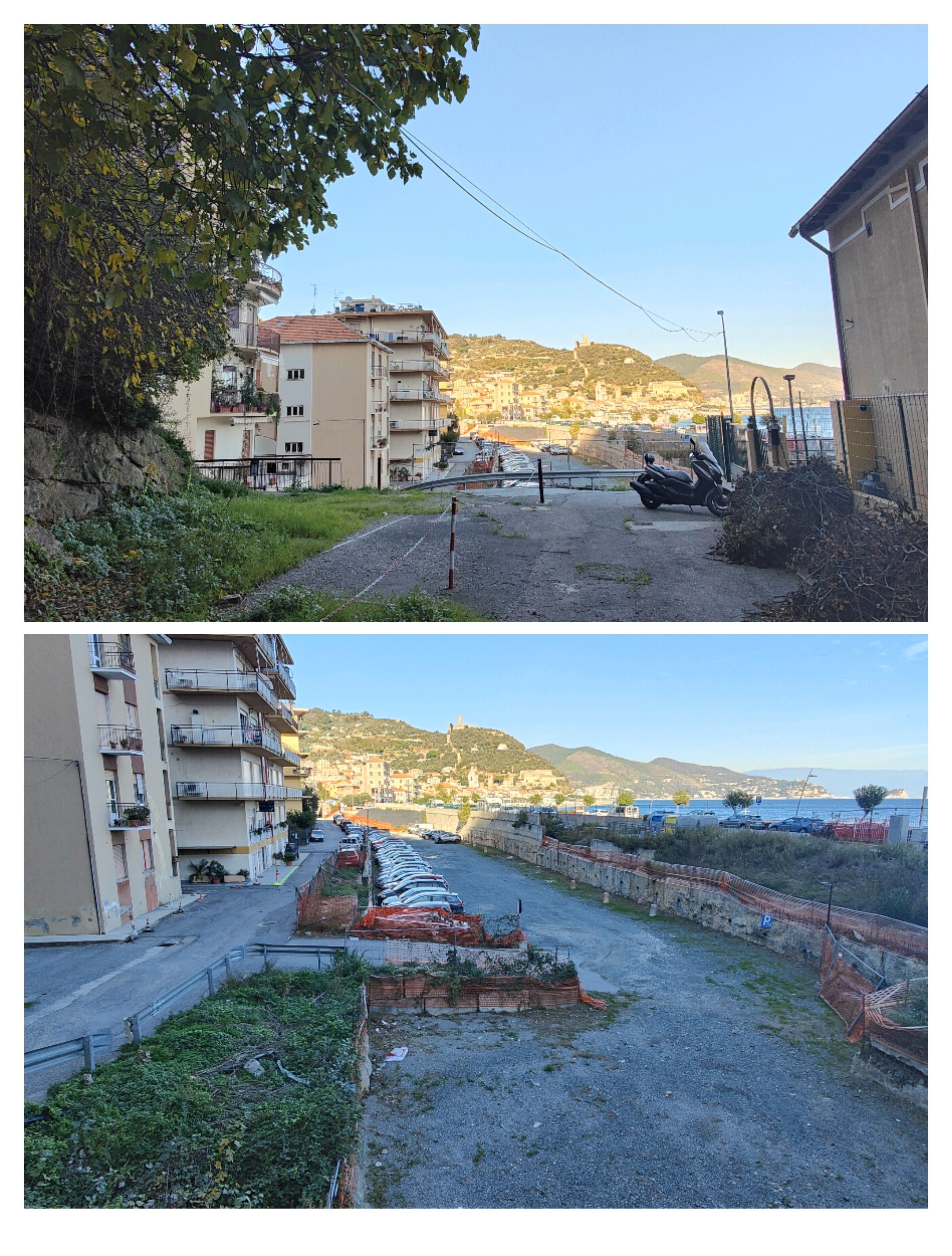
Direzione da via IV Nov. (cantiere per un futuro parcheggio) in direzione di via C. Battisti (foto nov. 2022)
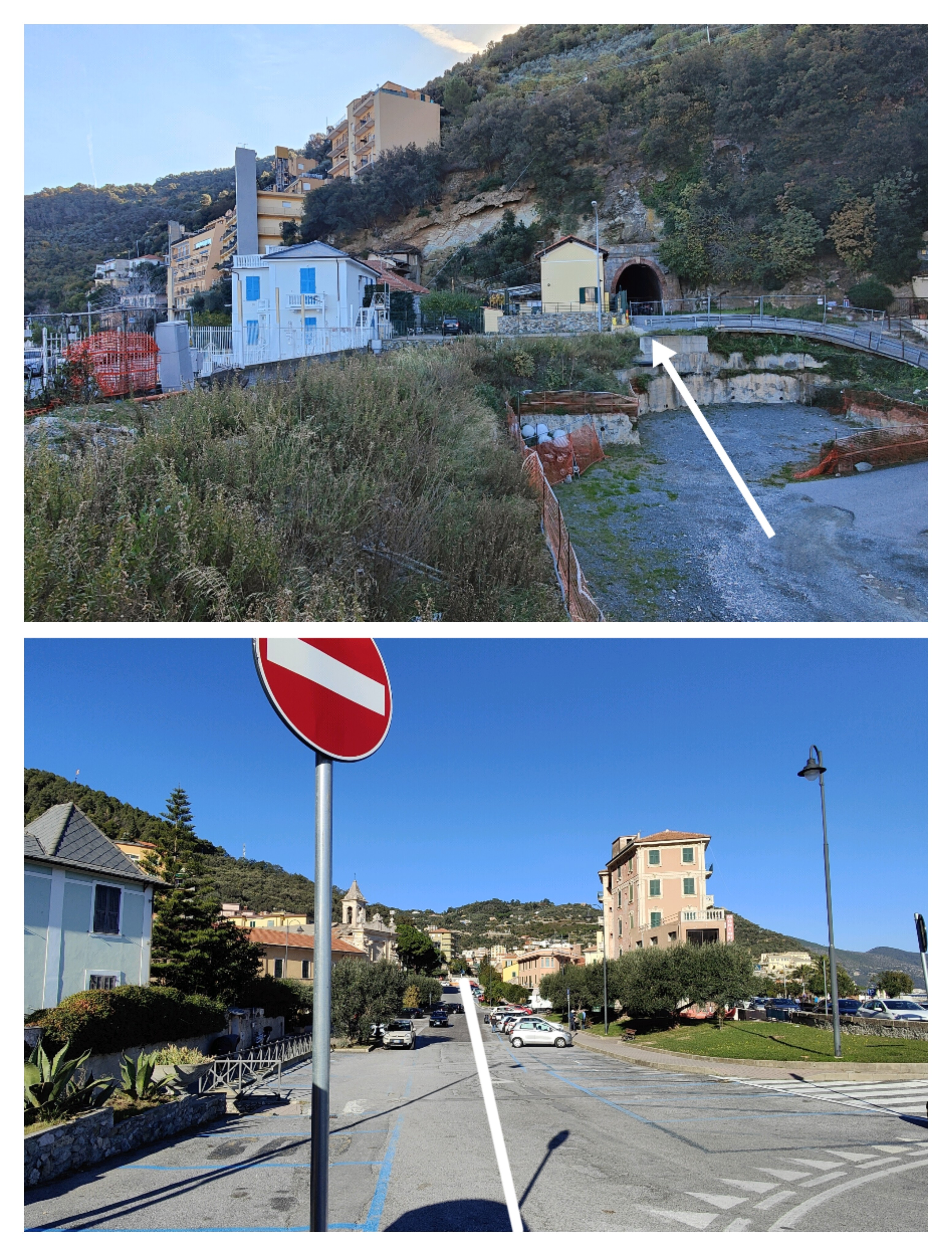
Da via IV Nov. (esisteva un viadotto che innalzava il binario dal livello stradale) verso p.zza Vivaldo (sotto) di fianco alla chiesa
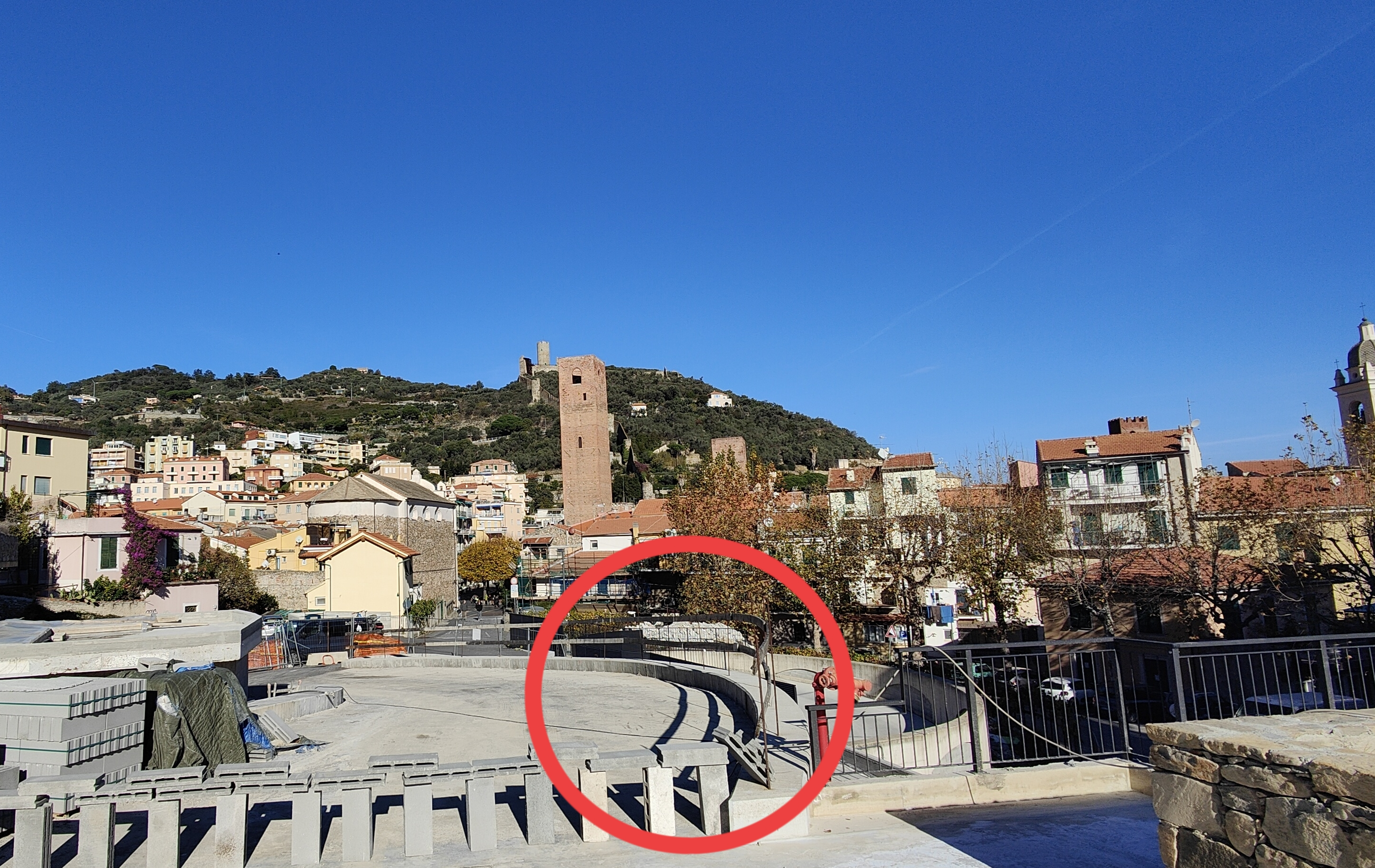
Nel cerchio dove era ubicata la stazione ora vi è in costruzione un parcheggio coperto fra via Battisti e via Poggio (foto Nov. 2022)
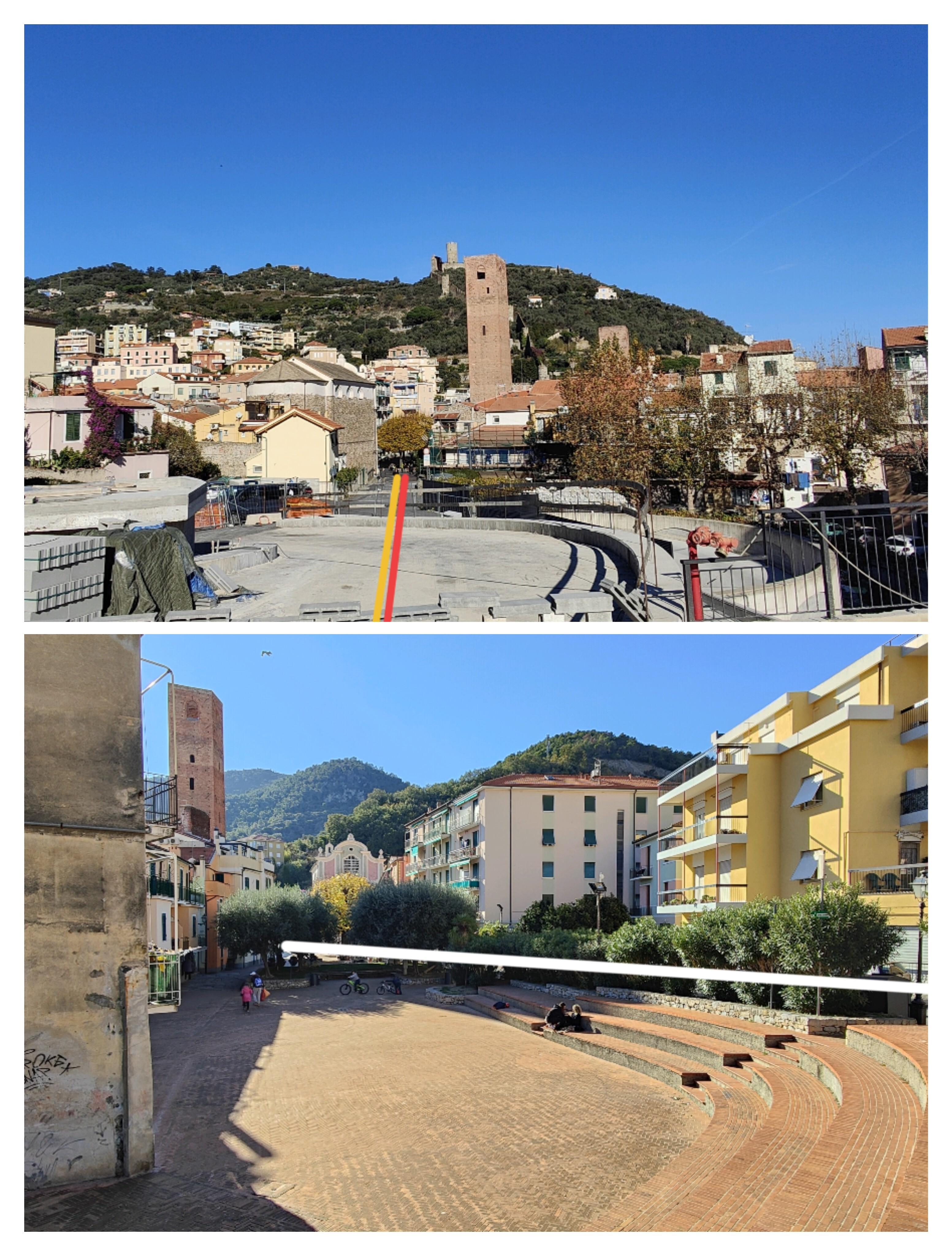
Percorso del binario verso via Battisti-via Poggio (notare a Sx il casello ancora esistente) sotto: percorso verso la galleria in via Repetto
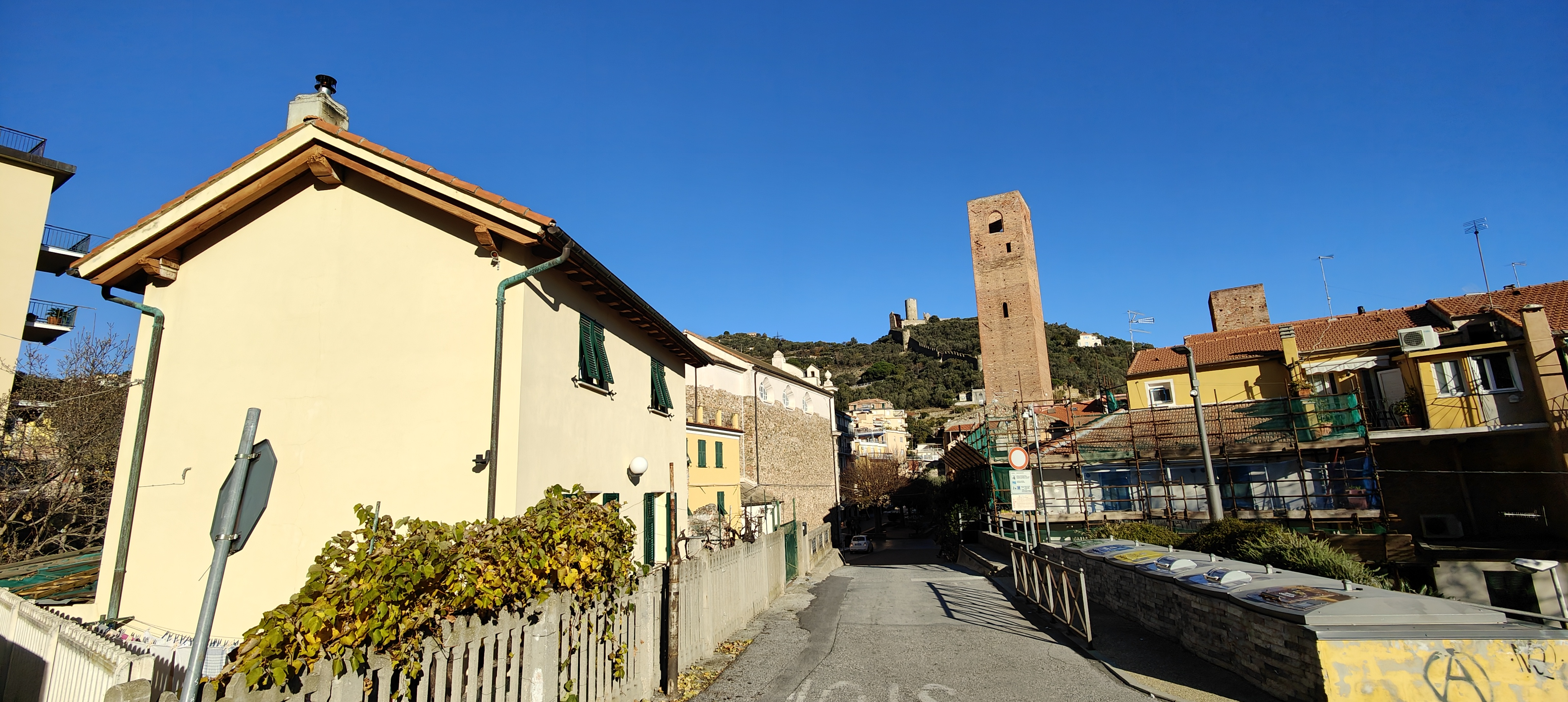
L'ex casello FS citato nella foto precedente
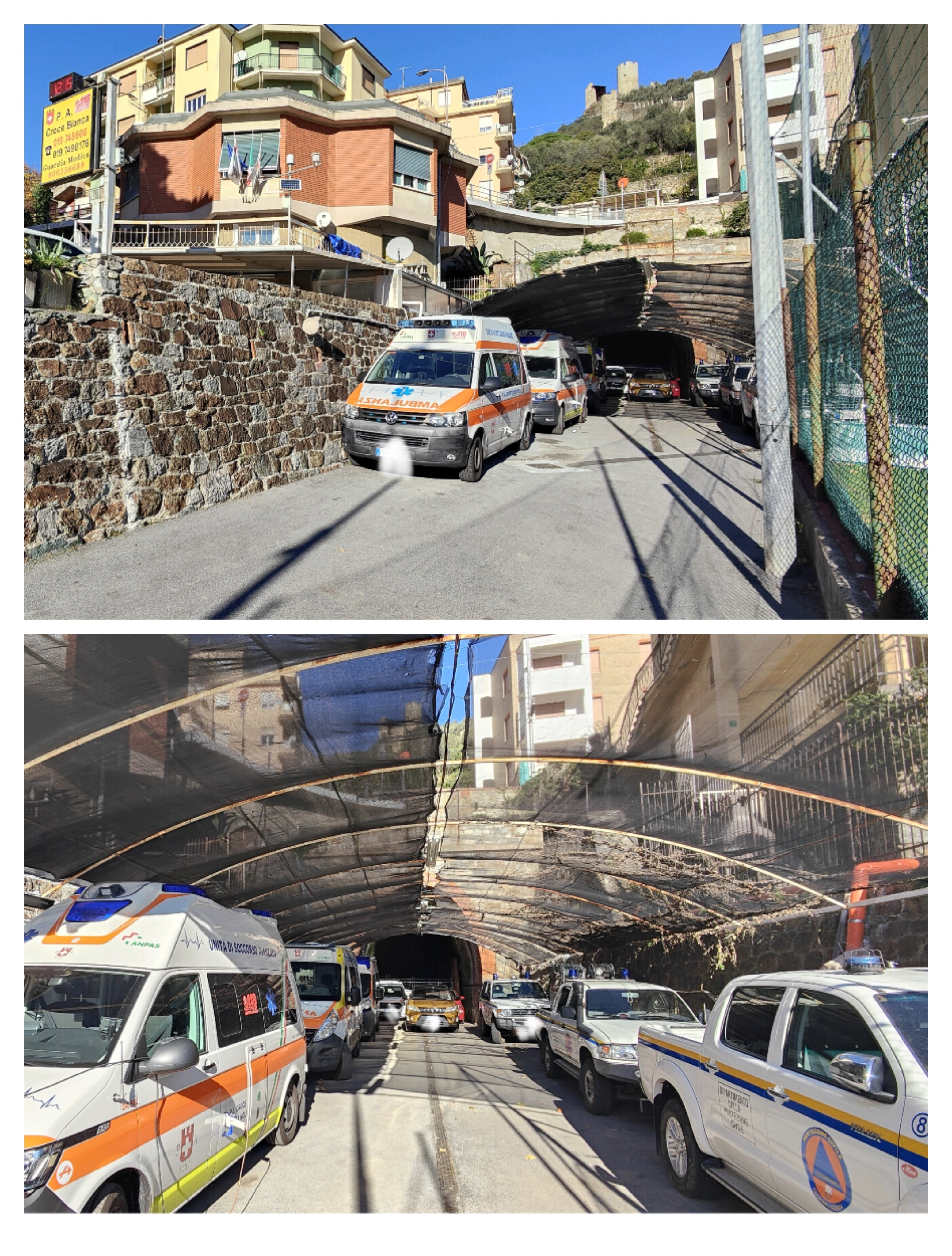
Via Repetto: la parte anteriore sede della protezione civile e ambulanze e sullo sfondo la galleria ex FS in direzione Spotorno
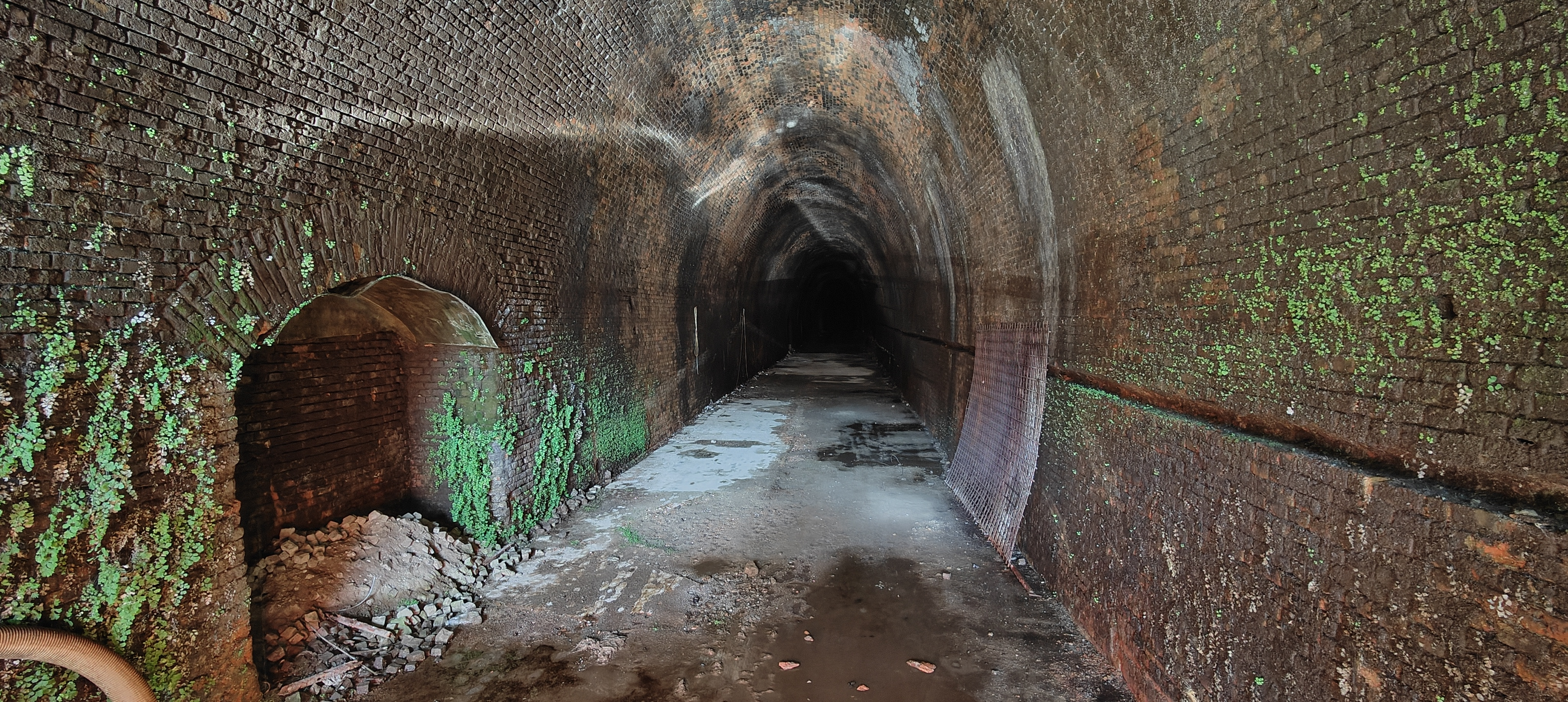
L'ingresso della galleria di 950 mt. (in cattivo stato per l'umidità) che si collega all'uscita, a Spotorno dove c'è un casello (Foto nov. 2022)